# Бујан
Бујан (фр. Bouilland) насеље је и општина у источном делу централне Француске у региону Бургоња, у департману Златна обала која припада префектури Бон.
По подацима из 2002. године у општини је живело 188 становника, а густина насељености је износила 10 становника/km². Општина се простире на површини од 16,65 km². Налази се на средњој надморској висини од 400 метара (максималној 620 m, а минималној 345 m).

## Демографија
| 1962. | 1968. | 1975. | 1982. | 1990. | 1999. | 2011. |
| ----- | ----- | ----- | ----- | ----- | ----- | ----- |
| 163   | 165   | 134   | 136   | 145   | 168   | 186   |

График промене броја становника у току последњих година